# Konstancija Kastiljska, francuska kraljica
Konstancija Kastiljska (španjolski Constanza de Castilla; † 4. listopada 1160.) bila je francuska kraljica kao druga supruga kralja Luja VII., za kojeg se udala nakon što je poništen njegov brak sa Eleonorom Akvitanskom. 
Konstancijini su roditelji bili Alfons VII., leonsko-kastiljski kralj i Berengarija Barcelonska.
Lujeva i Konstancijina djeca:
- Margareta Francuska
- Alisa Francuska, grofica Vexina